# Lijst van voetbalinterlands Tsjechië - Turkije
Deze lijst van voetbalinterlands is een overzicht van alle officiële voetbalwedstrijden tussen de nationale teams van Tsjechië en Turkije. De landen speelden tot op heden twaalf keer tegen elkaar. De eerste ontmoeting, een vriendschappelijke wedstrijd, werd gespeeld op 23 februari 1994 in Istanboel. De laatste ontmoeting, een groepswedstrijd tijdens het Europees kampioenschap voetbal 2024, vond plaats in Hamburg (Duitsland) op 26 juni 2024.

## Wedstrijden
| №  | Plaats    | Datum            | Competitie           | Wedstrijd          | Uitslag |
| -- | --------- | ---------------- | -------------------- | ------------------ | ------- |
| 1  | Istanboel | 23 februari 1994 | Vriendschappelijk    | Turkije − Tsjechië | 1 − 4   |
| 2  | Ostrava   | 26 maart 1996    | Vriendschappelijk    | Tsjechië − Turkije | 3 − 0   |
| 3  | Teplice   | 30 april 2003    | Vriendschappelijk    | Tsjechië − Turkije | 4 − 0   |
| 4  | İzmir     | 1 maart 2006     | Vriendschappelijk    | Turkije − Tsjechië | 2 − 2   |
| 5  | Genève    | 15 juni 2008     | EK 2008              | Turkije − Tsjechië | 3 − 2   |
| 6  | Harrison  | 22 mei 2010      | Vriendschappelijk    | Turkije − Tsjechië | 2 − 1   |
| 7  | Ankara    | 6 februari 2013  | Vriendschappelijk    | Turkije − Tsjechië | 0 − 2   |
| 8  | Istanboel | 10 oktober 2014  | EK 2016 kwalificatie | Turkije – Tsjechië | 1 – 2   |
| 9  | Praag     | 10 oktober 2015  | EK 2016 kwalificatie | Tsjechië – Turkije | 0 – 2   |
| 10 | Lens      | 21 juni 2016     | EK 2016              | Tsjechië – Turkije | 0 – 2   |
| 11 | Gaziantep | 19 november 2022 | Vriendschappelijk    | Turkije − Tsjechië | 2 − 1   |
| 12 | Hamburg   | 26 juni 2024     | EK 2024              | Tsjechië – Turkije | 1 – 2   |

## Samenvatting
| Competitie        | Totaal gespeeld | Winst Tsjechië | Gelijk | Winst Turkije | Doelsaldo Tsjechië – Turkije |
| ----------------- | --------------- | -------------- | ------ | ------------- | ---------------------------- |
| EK-eindronde      | 3               | 0              | 0      | 3             | 3 − 7                        |
| EK-kwalificatie   | 2               | 1              | 0      | 1             | 2 − 3                        |
| Vriendschappelijk | 7               | 4              | 1      | 2             | 17 − 7                       |
| Totaal            | 12              | 5              | 1      | 6             | 22 − 17                      |

## Details

### Eerste ontmoeting
| Vriendschappelijk (scheidsrechter Hans-Peter Dellwing, Istanboel, 23 februari 1994): |              | |
| Turkije | 1 – 4        | Tsjechië |
| Ertuğrul Sağlam 6' | goals        | 12' Jiří Novotný 19' Radoslav Látal 58' Horst Siegl 65' Horst Siegl                                                                                                   |
| Fatih Terim | bondscoach   | Dušan Uhrin |
| Hayrettin Demirbaş Ali Günçar Bülent Uygun Suat Kaya 63' Recep Çetin Bülent Korkmaz Oğuz Çetin Tugay Kerimoğlu 46' Ertuğrul Sağlam 46' Hakan Şükür Abdullah Ercan                                                     | opstellingen | Jan Stejskal 83' Radoslav Látal Jan Suchopárek 78' Karel Poborský Miroslav Kadlec Václav Němeček Jiří Němec Jiří Novotný Pavel Kuka 83' Horst Siegl 71' Martin Frýdek |
| Orhan Çıkırıkçı 46' Yusuf Tepekule 46' Hami Mandıralı 63' | wissels      | 71' Daniel Šmejkal 78' Tomáš Řepka 83' Roman Vonášek 83' Petr Samec                                                                                                   |
| | gele kaarten | |
| - Eerste officiële wedstrijd van Tsjechië na de ontmanteling van Tsjecho-Slowakije. - Vier spelers van Tsjechië kwamen nooit uit voor Tsjecho-Slowakije: Petr Samec, Karel Poborský, Daniel Šmejkal en Roman Vonášek. |              | |

### Achtste ontmoeting
| EK 2016 kwalificatie (scheidsrechter Jonas Eriksson, Istanboel, 10 oktober 2014):                                                              |              | |
| Turkije | 1 – 2        | Tsjechië |
| Umut Bulut 8' | goals        | 16' Tomáš Sivok 58' Bořek Dočkal |
| Fatih Terim | bondscoach   | Pavel Vrba |
| Tolga Zengin Gökhan Gönül Semih Kaya Ozan Tufan Arda Turan Mehmet Topal Selçuk İnan 79' Caner Erkin Olcay Şahan 66' Gökhan Töre 68' Umut Bulut | opstellingen | Petr Čech Tomáš Sivok Michal Kadlec David Limberský Tomáš Rosický Lukáš Vácha 90+2' Bořek Dočkal 68' Ladislav Krejčí Vladimír Darida Pavel Kadeřábek 84' David Lafata |
| Muhammet Demir 66' Olcan Adın 68' Oğuzhan Özyakup 79'                                                                                          | wissels      | 68' Václav Pilař 84' Matěj Vydra 90+2' Jaroslav Plašil |
| Oğuzhan Özyakup 85' | gele kaarten | |
| - Debuut van Muhammet Demir (Gaziantepspor) voor Turkije.                                                                                      |              | |

### Negende ontmoeting
| EK 2016 kwalificatie (scheidsrechter Martin Atkinson, Praag, 10 oktober 2015):                                                                                        |              | |
| Tsjechië | 0 – 2        | Turkije |
| | goals        | 62' (pen.) Selçuk İnan 79' Hakan Çalhanoğlu |
| Pavel Vrba | bondscoach   | Fatih Terim |
| Tomáš Vaclík Václav Procházka Marek Suchý Filip Novák Pavel Kadeřábek Bořek Dočkal 78' David Pavelka Ladislav Krejčí 54' Vladimír Darida David Lafata Josef Šural 67' | opstellingen | Volkan Babacan Serdar Aziz Hakan Balta Caner Erkin Şener Özbayraklı 86' Arda Turan Selçuk İnan 88' Oğuzhan Özyakup 64' Cenk Tosun Hakan Çalhanoğlu Ozan Tufan |
| Jiří Skalák 54' Milan Škoda 67' Milan Petržela 78' | wissels      | 64' Volkan Şen 86' Gökhan Töre 88' Mehmet Topal |
| Ladislav Krejčí 32' Bořek Dočkal 34' David Pavelka 46' Filip Novák 61'                                                                                                | gele kaarten | 50' Şener Özbayraklı 84' Volkan Şen |

### Tiende ontmoeting
| EK 2016 (scheidsrechter William Collum, Lens, 21 juni 2016): |              | |
| Tsjechië | 0 – 2        | Turkije |
| | goals        | 10' Burak Yılmaz 65' Ozan Tufan |
| Pavel Vrba | bondscoach   | Fatih Terim |
| Petr Čech Daniel Pudil Roman Hubník Tomáš Sivok Pavel Kadeřábek Jaroslav Plašil 90' David Pavelka 56' Ladislav Krejčí Vladimír Darida Bořek Dočkal 71' Tomáš Necid                                                                                             | opstellingen | Volkan Babacan İsmail Köybaşı Hakan Balta Mehmet Topal Gökhan Gönül Selçuk İnan Arda Turan Ozan Tufan 61' Volkan Şen 69' Emre Mor 90' Burak Yılmaz |
| Milan Škoda 56' Josef Šural 71' Daniel Kolář 90' | wissels      | 61' Oğuzhan Özyakup 69' Olcay Şahan 90' Cenk Tosun                                                                                                 |
| Jaroslav Plašil 36' David Pavelka 39' Josef Šural 87' | gele kaarten | 35' İsmail Köybaşı 50' Hakan Balta |
| - Tsjechië eindigt als vierde en laatste in Groep D en is uitgeschakeld. - Turkije eindigt als derde in Groep D en is eveneens uitgeschakeld. - Laatste interland van Jaroslav Plašil voor Tsjechië. Hij speelde 103 interlands (7 goals) voor zijn vaderland. |              | |